# Liechtenstein a 2011-es úszó-világbajnokságon
Liechtenstein a 2011-es úszó-világbajnokságon egy úszóval vett részt.

## Úszás
Női
| Versenyző     | Esemény                     | Selejtező | Selejtező | Elődöntő | Elődöntő | Döntő             | Döntő             |
| Versenyző     | Esemény                     | Idő       | Helyezés  | Idő      | Helyezés | Idő               | Helyezés          |
| ------------- | --------------------------- | --------- | --------- | -------- | -------- | ----------------- | ----------------- |
| Julia Hassler | Női 400 méteres gyorsúszás  | 4:17.61   | 25        |          |          | Nem jutott tovább | Nem jutott tovább |
| Julia Hassler | Női 800 méteres gyorsúszás  | 8:46.00   | 24        |          |          | Nem jutott tovább | Nem jutott tovább |
| Julia Hassler | Női 1500 méteres gyorsúszás | 16:34.74  | 18        |          |          | Nem jutott tovább | Nem jutott tovább |